# Madonna del Rosario tra i santi Francesco, Domenico, Rosa da Lima e Orsola
Lo Madonna del Rosario tra i santi Francesco, Domenico, Rosa da Lima e Orsola è un dipinto olio su tela realizzato da Enea Salmeggia nel 1609, conservato come pala del secondo altare a sinistra della chiesa di San Giorgio di Fiorano al Serio.

## Storia e descrizione
Il dipinto del Salmeggia conserva la firma e la data, proprio questa caratteristica dell'artista di firmare e datare le sue opere ha consentito uno studio approfondito del suo sviluppo artistico: «Eneas Salmetia. f. 1609».
La pittura ha un profondo collegamento con le opere cinquecentesche del Lotto presenti sul territorio di Bergamo che l'artista nembrese aveva sicuramente visto e studiato. Il dipinto raffigura una sacra conversazione con la Madonna seduta su di un trono con in braccio il Bambino e nell'atto di porgere la corona del rosario a san Domenico di Guzmán. Proprio questa è l'attenzione dell'artista, alla devozione della Madonna del Rosario, che consegna a san Domenico la corona, così come per tradizione avvenne in sogno al santo. Anche l'immagine di santa Caterina da Siena con la corona di spine sul capo.
In primo piano a sinistra san Francesco che, rivolto verso l'osservante, alza le braccia verso la Vergine nell'invito a seguire la devozione a Maria e la recitazione del rosario. In primo piano sul lato destro della tela, le due sante, raffigurate come copia a specchio dei due santi corrispondenti sul lato opposto. La santa che indossa gli abiti dell'ordine domenicano, che abbraccia la piccola gamba del Bambino Gesù, mentre sant'Orsola, che regge il vessillo bianco con croce rossa simbolo del martirio, si rivolge verso l'osservante, anche lei come gesto d'invito.
Nella parte superiore vi sono presenti due angeli che reggono la corona sul capo della Vergine in un cielo carico di nuvole e nella parte centrale un paesaggio che appare lontano dai colori ingrigiti. Questo andamento strafico viene dall'opera lottesca della chiesa di San Bernardino di Bergamo in via Pignolo, porta agli anni giovanili dell'artista anche sotto il profilo cromatico. Proprio questo gioco di santi e sante che si pongono intorno alla Vergine con lo sguardo volto verso l'osservatore, schema usato dal Lotto, è anche una importante testimonianza delle indicazioni della controriforma.
Il dipinto fu oggetto di restauro nel 1991 a opera dalla Provincia di Bergamo da Alida Negrello.